# Ейрдріоніанс
«Ейрдріоніанс» (шотл. Airdrieonians) — професійний шотландський футбольний клуб з міста Ейрдрі. Виступає у Шотландському Чемпіоншипі. Домашні матчі проводить на стадіоні «Ексельсіор», який вміщує 10 101 глядачів.

## Історія
Клуб був утворений в 2002 році як «Ейрдрі Юнайтед» після розформування попередньої міської команди «Ейрдріоніанс» через великі борги. Клуб претедував на місце в шотландської лізі, звільнене попередниками, але клопотання було відхилено на користь клубу «Гретна», який до цього виступав в англійській лізі. Це примусило Баллентайна викупити бідуючий клуб другого дивізіону «Клайдбанк», перевезти його в Ейрдрі та перейменувати в «Ейрдрі Юнайтед». І хоч це й означає, що клуб офіційно є продовжувачем історії «Клайдбанка», але вони майже повсюдно прийняті, як наступники «Ейрдріоніанс», в той час як «Клайдбанк» був відтворений своїми вболівальниками і вступив до юніорської ліги. В 2013 році клуб взяв собі традиційну назву «Ейрдріоніанс».